# Vilde Ingstad
Vilde Mortensen Ingstad (Oslo, 18 de diciembre de 1994) es una jugadora de balonmano noruega que juega de pívot en el CSM București. Es internacional con la selección femenina de balonmano de Noruega.

## Palmarés

### Selección noruega
| Campeonato Mundial | Campeonato Mundial                          | Campeonato Mundial | Campeonato Mundial |
| Año                | Lugar                                       | Medalla            |                    |
| ------------------ | ------------------------------------------- | ------------------ | ------------------ |
| 2015               | Dinamarca                                   | Medalla de oro     |                    |
| 2017               | Alemania                                    | Medalla de plata   |                    |
| 2021               | España                                      | Medalla de oro     |                    |
| Campeonato Europeo |                                             |                    |                    |
| Año                | Lugar                                       | Medalla            |                    |
| 2016               | Suecia                                      | Medalla de oro     |                    |
| 2022               | Eslovenia, Macedonia del Norte y Montenegro | Medalla de oro     |                    |

### Team Esbjerg
- Liga de Dinamarca de balonmano femenino (3): 2019, 2020, 2023
- Copa de Dinamarca de balonmano femenino (3): 2017, 2021, 2022
- Copa EHF femenina (1): 2019

## Clubes
| Club            | País      | Año         |
| --------------- | --------- | ----------- |
| Nordstrand IF   | Noruega   | 2010 - 2014 |
| Oppsal Håndball | Noruega   | 2014 - 2016 |
| Team Esbjerg    | Dinamarca | 2016 - 2023 |
| CSM București   | Rumania   | 2023 - Act. |